# محمد العتيبي (لاعب كرة قدم مواليد 2001)
محمد سعود العتيبي لاعب كرة قدم سعودي ، يلعب في حارس مرمى في نادي أحد.

## مسيرة اللاعب
لعب في نادي الصقور ونادي أحد.